# Les Producteurs (film, 1968)
Pour les articles homonymes, voir Les Producteurs.
« Springtime for Hitler » redirige ici. Pour la chanson, voir Springtime for Hitler (chanson).
Pour plus de détails, voir Fiche technique et Distribution.
Les Producteurs (The Producers) est une comédie américaine réalisée par Mel Brooks, et sortie en 1968.
L'idée du film est inspirée par l'intrigue d'Un Américain à Rome de Giuliano Carnimeo et George Sherman sorti en 1964.
Le film suit un producteur véreux qui manipule un comptable et tous deux cherchent à monter une comédie musicale désastreuse à Broadway pour échapper au fisc. Le titre du spectacle : Le Printemps d'Hitler.

## Synopsis
À New York, Max Bialystock, un producteur ayant connu la gloire quelques années auparavant connaît des difficultés financières pour monter ses pièces. Profitant de dames âgées crédules toujours admiratives de ses œuvres, Max leur fait signer des chèques qui sont souvent saisis par son propriétaire. Un jour, il reçoit la visite d'un comptable hystérique, Leopold Bloom (dit Leo) venu vérifier ses comptes. Leo lui fait remarquer que sur les 60 000 $ demandés pour sa dernière pièce, 2 000 ont disparu. Max lui explique qu'il les a dépensés pour son propre usage et que Leo pourrait faire un geste en trafiquant la somme. Leo accepte à contrecœur mais lui fait remarquer naïvement qu'un four est parfois plus rentable qu'un succès : si Max empruntait plus d'argent qu'il ne lui en fallait pour ses pièces et qu'elles continuaient à être des flops, il pourrait conserver l'argent. Dans le cas contraire, il ne pourrait pas rembourser ses créanciers et finirait en prison. Max se met donc en tête de trouver la pièce qui sera son plus grand échec et embarque Leo dans son aventure. 
Le duo trouve la pièce parfaite en Le Printemps d'Hitler écrite par Franz Liebkind, un ancien soldat nazi nostalgique du 3eme Reich et le convainc qu'ils rendront hommage au Fuhrer. Max fait le tour de ses protégées et vend la pièce pour 25 000 % soit plus d'un million de dollars. Après avoir redécoré son bureau et engagé une standardiste suédoise, les deux compères engagent Roger de Bris, un metteur en scène dont les pièces bident dès le premier jour. Après audition, Lorenzo Saint Dubois dit LSD, un acteur hippie qui s'était trompé de théâtre, incarne Hitler sous décision de Max. Quelques mois plus tard, l'avant-première débute. Max met toutes les chances de son côté en invitant des critiques ou en faisant mine de les corrompre. La première partie est une comédie musicale et comme ils s'y attendaient les spectateurs sont choqués de cette glorification. Max et Leo s'éclipsent dans un bar, sûrs d'avoir réussi leur coup. 
À ce moment, Lorenzo entre en piste et les spectateurs commencent à rire car De Bris a dirigé la pièce comme s'il s'agissait d'une satire. Le seul à être furieux est Franz qui tente d'interrompre la pièce sans succès. Contre toute attente, la pièce est un succès commercial et le duo se voit sur la paille. Franz, armé, se rend dans leurs locaux pour les tuer mais Max le persuade qu'à trois, ils pourront arrêter le désastre. En tentant de faire exploser le théâtre, ils finissent sous les décombres. Arrêtés, les trois hommes sont jugés coupables et Leo se lance dans une plaidoirie expliquant que Max a changé sa vie et celles de beaucoup de gens. Quant à Max, il estime avoir retenu la leçon. 
Envoyées dans une prison d'état, Max, Leo et Franz lancent une nouvelle pièce : Prisonniers de L'amour qu'ils espèrent être un succès mais continuent leur ancienne fraude en vendant plus d'actions que nécessaires aux prisonniers et au personnel du pénitencier.

## Fiche technique
- Titre original : The Producers
- Titre français : Les Producteurs

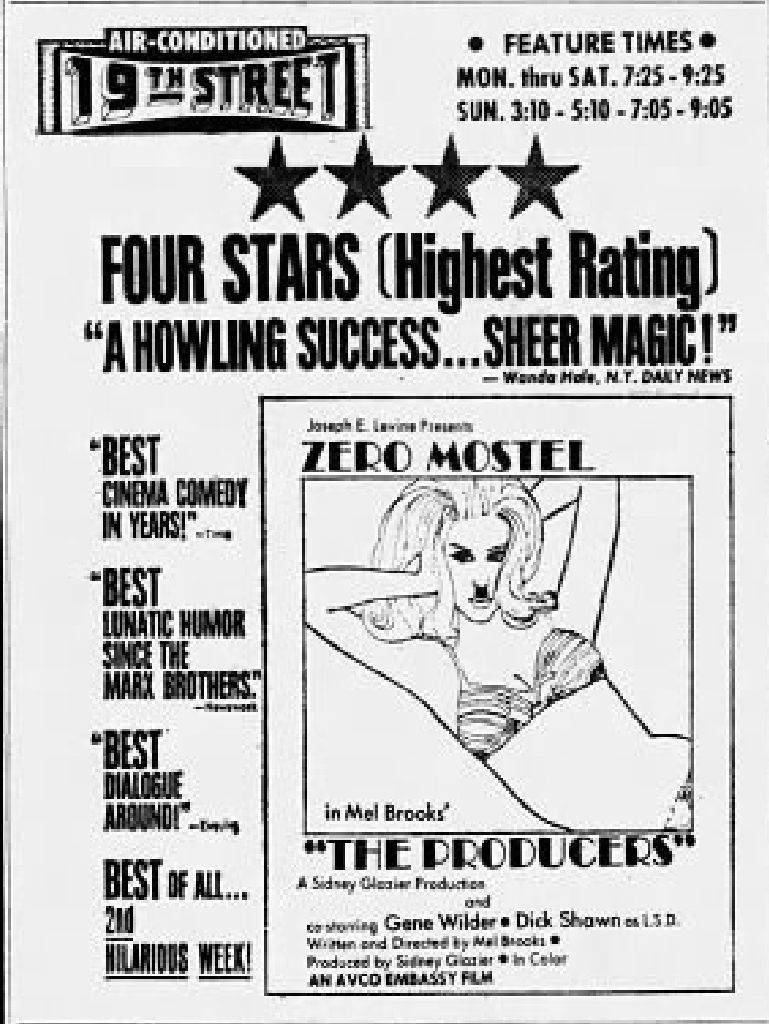
Affiche du film dans un cinéma américain.

- Réalisation et scénario : Mel Brooks
- Musique : John Morris
- Chorégraphie : Alan Johnson
- Photographie : Joseph Coffey
- Montage : Ralph Rosenblum
- Production : Sidney Glazier
- Sociétés de production : Springtime, M.G.M., Crossbow
- Société de distribution : Embassy Pictures
- Budget : 947 000 $
- Pays d'origine : États-Unis
- Langue originale : anglais
- Genre : comédie et film musical
- Durée : 90 minutes
- Date de sortie : 1968
- Tous publics
- Affiche : Jouineau Bourduge (France)

## Distribution
- Zero Mostel (VF : Jacques Dynam) : Max Bialystock
- Gene Wilder (VF : Serge Lhorca) : Leopold Bloom (Leo)
- Dick Shawn : Lorenzo St DuBois (L.S.D.)
- Kenneth Mars (VF : Claude Joseph) : Franz Liebkind
- Estelle Winwood (VF : Lita Recio) : la vieille dame
- Christopher Hewett : Roger de Bris
- Lee Meredith : Ulla
- Andréas Voutsinás (VF : Jacques Ciron) : Carmen Giya (le secrétaire de Roger de Bris)
- Renée Taylor : l'actrice jouant Eva Braun
- Barney Martin : l'acteur jouant Hermann Göring
- Madelyn Cates (VF : Paule Emanuele) : la concierge
- Bill Macy : le président du jury
- William Hickey : l'ivrogne au bar
- Shimen Ruskin : le logeur
- John Zoller : le critique
- Frank Campanella : le barman
- Josip Ellic : le violoniste
- Mel Brooks : chanteur dans Springtime for Hitler (voix off en caméo)

## Chansons
- Springtime for Hitler.

## Distinctions
- Mel Brooks a remporté l'Oscar du meilleur scénario original pour ce film, lors de la 41e cérémonie des Oscars en 1969.

## Autour du film
- Le film a été interdit en Allemagne, jusqu'à ce qu'il soit projeté pendant un festival consacré aux films de réalisateurs juifs.
- Susan Stroman, metteur en scène de la comédie musicale à Broadway tirée de ce film, et qui avait eu un succès retentissant en 2001, a réalisé le remake (produit par Brooks), en 2005, Les Producteurs.
- La comédie musicale est à nouveau jouée à partir de décembre 2021. C'est Alexis Michalik qui la met en scène. Le spectacle, qui fait salle comble tous les soirs, a obtenu le Molière 2022 du meilleur spectacle musical[2].
- Un vrai théâtre, le Playhouse Theatre de la 48e Rue, a servi de lieu de tournage peu avant sa démolition en 1969[3].